# Landes, Charente-Maritime

Landes este o comună în departamentul Charente-Maritime, Franța. În 1 ianuarie 2022 avea o populație de 575 de locuitori.